# Polilogismo
El polilogismo es la creencia de que diferentes grupos de personas razonan de formas fundamentalmente diferentes (procedente del griego poli = muchos + logos = lógica). El término se atribuye a Ludwig von Mises, quien afirmó que describía el marxismo y otras filosofías sociales. En el sentido misesiano del término, un polilogista atribuye diferentes formas de "lógica" a diferentes grupos, que pueden incluir grupos basados en la raza, género, clase o período de tiempo.
En la epistemología racionalista del realismo filosófico, como en el objetivismo e ideas similares, el polilogismo es una forma de irracionalismo que ha sido comparado con el subjetivismo acerca de la realidad —lo que conduciría a un colapso de la lógica racional—. Un caso extremo de polilogismo es aquel que afirma que estas lógicas múltiples son formas de razonamiento abstracto igualmente válidas (relativismo). El polilogismo extremo por lo tanto, debe negar el principio de no contradicción o negar que hay una realidad objetiva epistemológicamente. Leonard Peikoff argumentó que el polilogismo no es una teoría de la lógica, sino más bien una negación de la lógica, ya que se centra en la verdad relativa subjetiva en lugar de la verdad universal objetiva.

## Tipos de polilogismo
Un polilogista afirmaría que los diferentes grupos razonan de maneras fundamentalmente diferentes: utilizan diferentes "lógicas" para la inferencia deductiva. El polilogismo normativo es la afirmación de que estas diferentes lógicas son igualmente válidas. El polilogismo descriptivo es una afirmación empírica sobre diferentes grupos, pero un polilogismo descriptivo no necesita reclamar la misma validez para diferentes "lógicas". Es decir, un polilogista descriptivo puede insistir en una lógica deductiva universalmente válida mientras afirma como cuestión empírica que algunos grupos utilizan otras estrategias de razonamiento (incorrectas).
Un partidario del polilogismo en el sentido misesiano sería un polilogista normativo. Un polilogista normativo podría abordar un argumento demostrando cómo es correcto dentro de una construcción lógica particular, incluso si fuera incorrecto dentro de la lógica del analista. Como señaló Mises, "esto nunca ha sido y nunca podrá ser intentado por nadie".

### Lógica proletaria
El término "lógica proletaria" a veces se toma como evidencia de polilogismo. Este término generalmente se remonta a Joseph Dietzgen en su undécima carta sobre lógica. Dietzgen es el ahora oscuro monista filosófico del siglo XIX que acuñó el término "materialismo dialéctico" y fue elogiado por figuras comunistas como Karl Marx y V. I. Lenin. Su trabajo ha recibido atención moderna principalmente del filósofo Bertell Ollman. Como monista, Dietzgen insiste en un tratamiento unificado de la mente y la materia. Como dice Simon Boxley, para Dietzgen "el pensamiento es un acontecimiento tan material como cualquier otro". Esto significa que la lógica también tiene sustento "material". (Pero tenga en cuenta que el "materialismo" de Dietzgen no era explícitamente un fisicalismo).

### Polilogismo racial
El polilogismo racial a menudo se identifica con la era nazi. Se ha propuesto que el fermento en torno a la teoría de la relatividad de Einstein es un ejemplo de polilogismo racial. Algunas de las críticas a la teoría de la relatividad se mezclaron con la resistencia racial que caracterizó la física como una encarnación de la ideología judía. (Por ejemplo, el premio Nobel Philipp Lenard afirmó que el pensamiento científico estaba condicionado por "sangre y raza", y acusó a Werner Heisenberg de enseñar "física judía".) Sin embargo, esto parece ser un argumento ad hominem, no polilogismo. Los ejemplos modernos de supuesto polilogismo racial es posible encontrarlos actualmente, pero no tienen porque resultar válidos. Por ejemplo, la juez de la Corte Suprema de Estados Unidos Sonia Sotomayor fue acusada de polilogismo racial por afirmar que una "latina sabia" podría llegar a conclusiones legales diferentes a las de un hombre blanco. Aunque en general, si se toma el término lógica por experiencia de la vida, esta puede influir en la capacidad de uno para comprender las implicaciones prácticas de un argumento legal, y así realizar otra interpretación interesada, sin embargo algunos comentaristas no se dejaron confundir por Sotomayor y afirmaron que apoyaba la idea de que las latinas tienen una "lógica" única, porque no hablaba en absoluto de experiencia mayor o menor con respecto a la profesión.